# Acanthoscelides caliginosus
Acanthoscelides caliginosus là một loài bọ cánh cứng trong họ Bruchidae. Loài này được Baudi miêu tả khoa học năm 1890.